# Doanh trại quân đội La Mã ở Iža
Doanh trại quân đội La Mã ở Iža (tiếng Slovakia: Rímsky vojenský tábor v Iži) (hay còn gọi là lâu đài) nằm bên bờ sông Danube, cách Komárno 7 km về phía đông, gần làng Iža, vùng Nitra, Slovakia. Tên cũ của khu vực này là Kelemantia. Vào ngày 31 tháng 5 năm 1963, lâu đài này được ghi danh vào Danh sách Di tích Trung ương. Năm 1990, theo Nghị quyết của Chính phủ SSR, lâu đài được công nhận là di tích văn hóa quốc gia.

## Miêu tả
Doanh trại quân đội ở Iža thuộc hệ thống công sự biên giới rộng lớn của quân La Mã, được người La Mã xây dựng để bảo vệ các tỉnh trước các cuộc tấn công của quân Đức từ phía bắc. Doanh trại quân đội ở Iža là pháo đài biên giới La Mã duy nhất nằm ở phía bên trái của sông Danube trên đoạn biên giới này, nằm đối diện với trại của quân đoàn Brigetio (ngày nay là Szöny ở Hungary). Chỉ những móng tường của khu doanh trại cũ ở Kelemantia còn được bảo tồn cho đến ngày nay. Vào cuối thế kỷ thứ 2, người La Mã đã dựng lên một lâu đài bằng đá ở đây.
Lâu đài này không được đề cập đến trong các tư liệu cổ, mà chỉ được các du khách nhắc đến trong thế kỷ 18 và 19. Các cuộc khai quật khảo cổ đầu tiên ở đây được tiến sĩ János Tóth-Kurucz thực hiện vào đầu thế kỷ 20. Các nghiên cứu sâu hơn về khu vực này được thực hiện vào các năm 1932, 1955, 1957, và kể từ năm 1978, Viện Khảo cổ học thuộc Viện Hàn lâm Khoa học Slovakia đã tiến hành nghiên cứu có hệ thống tại đây.